# Partit Socialdemòcrata (Regne Unit)
Partit Social Demòcrata (anglès Social Democratic Party) fou un partit polític britànic fundat el 1981 i dissolt el 1988. Fou creat pels antics dirigents del Partit Laborista, Roy Jenkins (el 1977 era president de la Comissió Europea), David Owen, Bill Rodgers i Shirley Williams, que pensaven que el Partit Laborista havia girat massa a l'esquerra degut a la infiltració d'elements trotskistes. A les eleccions al Parlament del Regne Unit de 1983 i 1987 es presentaren en coalició amb el Partit Liberal en l'Aliança SD-Liberals, amb el que es fusionaren el 1988 per a formar els Liberal Demòcrates. Una minoria, però, reconstituí el partit el 1989.
L'origen del partit es troba en les diferències ideològiques internes dins el Partit Laborista durant els anys 1950, pèro posades al descobert per Roy Jenkins el 1979 en la lectura de Dimbleby, quan fou nomenat comissari de la Comissió Europea, on reclama una realiniació de la política britànica, i es planteja ingressar en el Partit Liberal o bé fundar un nou partit d'acord amb els principis de la socialdemocràcia europea. Alhora, alguns militants històrics, com Dick Taverne i altres, havien abandonat el partit i es presentaren a les eleccions de 1974 i 1979 com a independents laboristes, però no assoliren escó; i el partit fou esquitxat a nivell local per alguns afers de corrupció i disputes internes.

## Fundació
Molts dels fundadors del partit formaren part del Manifesto Group, que s'oposaven a l'orientació excessivament esquerrana del partit, de la presència de Tony Benn i de l'excessiu paper dels sindicats. Les diferències esclataren durant l'elecció interna del candidat laborista per a substituir James Callaghan, i la majoria abandonaren el partit en ser escollit Michael Foot. Els quatre fundadors del partit, notoris moderats laboristes, anunciaren la creació en roda de premsa (declaració de Limehouse). Se li uniren 28 diputats laboristes i el conservador Christopher Brocklerbank-Fowler. La seva posició es trobava enmig del thatcherisme (donaren suport a algunes de les seves reformes econòmiques) i el laborisme (estat del benestar). Jenkins fou nomenat candidat del partit.
Per a les eleccions al Parlament del Regne Unit de 1983 va formar una aliança amb els liberals i va obtenir el 25% dels vots i 28 diputats (6 del SPD), tot i la forta popularitat de Thatcher després de la guerra de les Malvines, i van obtenir dos més en eleccions parcials posteriors. A les eleccions de 1987, liderat ara per David Owen, es va moure poc i passà de 8 a 5 diputats).

## Fusió amb el partit liberal
Els mals resultats a les eleccions al Parlament del Regne Unit de 1987 portaren a un temps de reflexió interna que conduiria finalment a la unió definitiva amb el partit liberal en els Liberal Demòcrates.